# Е-бокс
 Е-бокс  (Enhancer Box) — ДНК-последовательность, найденная в некоторых промоторных областях у эукариот, которые действует в качестве связывающего сайта белка и, как было установлено, регулируют экспрессию генов в нейронах, мышцах и других тканях. Спецификация такой ДНК-последовательности — CANNTG (где N может быть любой нуклеотид), с палиндромной канонической последовательностью. CACGTG распознаётся и связывается факторами транскрипции для инициации транскрипции генов. После того, как факторы транскрипции связываются с промоторами через E-бокс, другие ферменты могут связываться с промотором и облегчать транскрипцию мРНК из ДНК.

## Открытие
E-бокс был обнаружен в сотрудничестве между Сусуму Тонегава (англ. Susumu Tonegawa) и Уолтером Гилбертом (англ. Walter Gilbert) лабораториями в 1985 году в качестве элемента управления иммуноглобулином тяжелой цепью усилителей. Они обнаружили, что область 140 спаренных оснований в тканеспецифической транскрипции усилительного элемента было достаточно для повышения различных уровней транскрипции в различных тканях и последовательностях. Они предположили, что белки, созданные определенными тканями, участвуют в этих усилителях, чтобы активировать наборы генов при дифференцировке клеток.
В 1989 году лаборатория Дэвида Балтимора обнаружили первые два связанных Е-боксом белка, E12 и E47. Эти усилители иммуноглобулинов можно связать, как гетеродимеры белков через bHLH домены. В 1990 году на примере другого E-белка, ITF-2A (позднее переименованный в E2-2Alt) было обнаружено, что можно привязать иммуноглобулин к легкой цепи усилителей. Два года спустя, третий E-бокс, связывающий белок, HEB, был обнаружен при обследовании кДНК библиотеки из HeLa клеток. Вариант сплайсинга E2-2 был обнаружен в 1997 г. и была обнаружена ингибиция промотора мышечноспециализированными генами.
С тех пор, исследователи установили, что E-бокс влияет на транскрипцию генов у некоторых эукариот и нашел связывающие факторы Е-бокса, которые идентифицируют консесуальные последовательности E-Box. В частности, несколько экспериментов показали, что E-бокс неотъемлемая часть транскрипционно-трансляционной, петли обратной связи, которая содержит циркадные часы .

## Связывание с помощью Е-бокса
Связывающие белки E-боксов играют важную роль в регуляции транскрипционной активности. Эти белки обычно содержат основной  спираль-петля-спираль  (англ. Basic helix-loop-helix) структурный мотив белка, который позволяет им связываться как димеры. Этот мотив состоит из двух амфипатических α-спиралей, разделенных небольшой последовательностью аминокислот, образующих один или более β-поворотов. В гидрофобных взаимодействиях между этими α-спиралями стабилизируется димеризация. Кроме того, каждый мономер bHLH имеет основную область, которая помогает взаимному опознаванию между мономером bHLH и E-боксом (основная область взаимодействует с большим желобком ДНК). В зависимости от мотива ДНК («CAGCTG» или «CACGTG») белок bHLH имеет различный набор основных остатков.
Связывание Е-боксом модулируется у мышей посредством Zn2+. CT-Rich регионы (CTRR), расположенные на примерно 23 нуклеотида выше Е-бокса, имеют важное значение для связывания E-боксом, трансактивации (увеличение скорости генетической экспрессии), и транскрипции циркадных генов BMAL1/NPAS2 и BMAL1/CLOCK комплексов.
Специфичность связывания различных Е-боксов отражается на их функции. E-боксы с различными функциями имеют различное количество и тип факторов связывания.
Консенсуальная последовательность E-бокса, как правило, — CANNTG; Однако, существуют другие Е-боксы со сходными последовательностями, называемые неканонические E-боксами. Они включают, но не ограничиваются ими:
- CACGTT последовательность 20 bp выше гена PER2 и регулирует свою экспрессию[13]
- CAGCTT последовательность использует MyoD как основной усилитель[14]
- CACCTCGTGAC последовательность в проксимальной промоторной области человеческого и крысиного APOE, являющегося белковым компонентом липопротеинов.[15]

## Роль в циркадных часах
Связь между генным регулированием Е-боксов и циркадными часами была обнаружена в 1997 году, когда Хао, Аллен, и Хардин (Биологический факультет в Техасском университете A&M) проанализировали ритмичность периода осцилляций гена в Drosophila melanogaster. Они нашли циркадный усилитель транскрипции гена в 69 bp фрагмента ДНК. В зависимости от уровней белков, усилитель повышает уровни транскрипции мРНК как в условиях LD (свет-темнота), так и DD (постоянная темнота). Усилитель был необходим для повышения уровня экспрессии гена, но не для циркадной ритмичности. Он также работает независимо как цель BMAL1/CLOCK комплекса.
E-бокс играет важную роль в циркадных генах; до сих пор, девять управляемых циркадных генов были идентифицированы: PER1, Per2, BHLHB2, BHLHB3, CRY1, DBP, Nr1d1, Nr1d2 и RORC. Так как E-бокс подключен к нескольким циркадным генам, возможно, что гены и белки, связанные с ним «важные и уязвимые точки в циркадной системе».
E-бокс является одним из пяти крупнейших семей транскрипционных факторов, связанных с циркадной фазой и находится в большинстве тканей. Всего 320 E-боксов, управляющих генами, находятся в SCN (супрахиазматическое ядро), печени, аорты, надпочечников, WAT (белой жировой ткани), головного мозга, предсердия, желудочка, префронтальной коры, скелетных мышц, ВАТ (бурой жировой ткани) и кости свода черепа.
E-бокс, подобно CLOCK-зависимым элементам (EL-box; GGCACGAGGC) также важен в поддержании циркадной ритмичности в clock-управляющих генах . Аналогично обычному E-боксу, E-бокс, подобный clock-управляющим элементам, может также вызвать транскрипцию BMAL1/CLOCK, которая затем может привести к экспрессии в других EL-box, содержащих гены (Ank, DBP, Nr1d1). Тем не менее, есть различия между EL-box и регулярным E-боксом. Подавление Dec1 и DEC2 имеет сильное влияние на E-бокс, чем на EL-box. Кроме того, Hes1, который может связываться с другой консенсуальной последовательностью (CACNAG, известной как N-box), показывает эффект подавления в EL-box, но не в E-боксе.
Оба неканонические E-бокс и подобная E-бокс последовательность, имеют решающее значение для циркадного колебания. Последние исследования в этой области формирует гипотезу, что каждый канонический или неканоническими E-бокс, следующий за подобной Е-бокс последовательностью, с интервалом 6 спаренных оснований между ними, — необходимое сочетание для циркадной транскрипции. Силикоанализ также показывает, что интервал существовал и у других известных clock-управляющих генов.

## Роль белков в связывании E-боксов
Есть несколько белков, которые связываются с E-боксом и влияют на транскрипцию генов .

### Комплекс CLOCK-BMAL1
Этот комплекс является неотъемлемой частью циркадного цикла млекопитающих и имеет жизненно важное значение в поддержании циркадной ритмичности.
Зная, что связывание активирует транскрипцию гена в промоторной области, исследователи обнаружили в 2002 году, что в DEC1 и DEC2 (транскрипционные факторы bHLH) репрессируют комплекс CLOCK-BMAL1 посредством прямого взаимодействия на BMAL1 и/или конкуренции для элементов Е-бокса. Они пришли к выводу, что DEC1 и DEC2 были регуляторами молекулярных часов млекопитающих.
В 2006 году Риппергер и Шиблер обнаружили, что связывание этого комплекса E-боксом ускоряет циркадную транскрипцию DBP и переходы хроматина (изменение от хроматина до факультативного гетерохроматина). Был сделан вывод, что CLOCK регулирует экспрессию DBP путём связывания с E-боксом мотивов усиливающих областей, расположенных в первом и втором интронах.

### C-Myc (онкоген)
C-Myc , ген, кодирующий транскрипционный фактор Myc, играет важную роль в регулировании клеточной пролиферации и апоптоза млекопитающих.
В 1991 году исследователи протестировали, может ли с-Мус связываться с ДНК путём димеризации его с E12. Димеры химерного белка с E6 , способны связываться с элементом E-бокса (GGCCACGTGACC), который был опознаваем другими белками HLH. Экспрессия E6 подавила функцию с-Мус, которая определяла связь между ними обоими.
В 1996 году было обнаружено, что Мус гетеродимеризуется с MAX и что этот гетеродимерный комплекс может связываться с CAC (G/A)TG последовательностью Е-бокса и активировать транскрипцию.
В 1998 году был сделан вывод, что функция с-Мус зависит от активации транскрипции определенных генов через элементы E-бокса.

### MyoD
MyoD происходит от семьи Mrf bHLH и его основная роль заключается в миогенезе, формировании мышечной ткани. Другие члены этого семейства включают миогенин, Myf5, Myf6, Mist1 и NEX-1.
Когда MyoD связывается с мотивом CANNTG E-бокса, инициируется мышечная дифференцировка и экспрессия мышечно-специфических белков. Исследователи удаляли различные части рекомбинантной MyoD и пришли к выводу, что MyoD использует включённые элементы, чтобы связать E-бокс и тетраплексную структуру промоторной последовательности мышечно-специфического гена интегрина α7 и саркомерного  sMtCK .
MyoD регулирует HB-EGF (связывающий гепарин EGF-подобный фактор роста), член семьи EGF (Эпидермальный фактор роста), стимулирует рост и пролиферацию клеток. Он играет важную роль в развитии гепатоцеллюлярной карциномы, рака предстательной железы, рака молочной железы, рака пищевода, и рака желудка.
MyoD может также связываться с неканоническими E-боксами MyoG и регулировать свою экспрессию.

### MyoG
MyoG принадлежит семейству факторов транскрипции MyoD. Связывающий MyoG Е-бокс является необходимым для формирования нервно-мышечного синапса в качестве сигнального пути HDAC-Dach2-миогенина в экспрессии генов скелетных мышц. У пациентов с симптомом атрофии мышц была выявлена пониженная экспрессией MyoG.
MyoG и MyoD, как также было выявлено, обладают дифференциацией миобластов. Они действуют путём трансактивации катепсином B промоторной активности и вызывают его экспрессию в мРНК.

## E47
E47 производится путём альтернативного сплайсинга Е2А в E47 специфически кодированных bHLH экзонов. Его роль заключается в регулировании специфической экспрессии гена в ткани и дифференциации. Многие киназы были связаны с Е47 в том числе 3PK и MK2. Эти два белка образуют комплекс с Е47 и уменьшают его транскрипционную активность. CKII и PKA, как также было выявлено in vitro, фосфорилируют E47.
Как и в других E-боксах, связывающих белки, E47 также связывается с последовательностью CANNTG в E-боксе. У гомозиготных нокаутных мышей E2A, развитие В-клеток останавливается до стадии размещения DJ и В-клетки не могут созревать. E47, как было выявлено, связывается как гетеродимер (с E12) или как гомодимер (но слабее).

## Последние исследования
Хотя структурная основа взаимодействия BMAL1/CLOCK с E-боксом неизвестна, недавние исследования показали, что мотивы bHLH белковых доменов BMAL1/CLOCK очень похожи на bHLH других содержащих его белков, например, Myc/Max, кристаллизованных E-боксами. Это предполагает, что необходимы специфические основания, для поддержки этого высокого сродства связывания. Кроме того, ограничения последовательности в области вокруг циркадного E-бокса полностью не изучены: это, как полагают, необходимо, но не достаточно; E-боксы должны быть случайным образом разнесены друг от друга в генетической последовательности для того, чтобы происходила циркадная транскрипция. Последние исследования E-боксов были направлены на то, чтобы найти больше связываемых белков, а также открыть больше механизмов для ингибирования связывания.
Недавнее исследование Университета Упсалы в Швеции связывает комплекс AST2-Rack1 с ингибицией связывания комплекса BMAL1-CLOCK с Е-боксом. Исследователи изучили роль Astakine-2 в индуцированном мелатонином циркадном регулировании у ракообразных и обнаружили, что AST2 необходим для ингибирования связывания комплекса BMAL1-CLOCK с E-боксом. Кроме того, они обнаружили, что секреция мелатонина отвечает за регулирование экспрессии AST2 и предположили, что ингибирование связывания E-бокса влияет на CLOCK у любого животного с молекулами AST2.
Исследователи из Медицинской школы университета Нанкин обнаружили, что амплитуда FBXL3 (F-бокс/богатых лейцином повторов белка) экспрессируется через E-бокс. Они изучали мышей с дефицитом FBXL3 и обнаружили, что он регулирует петлю обратной связи в циркадных ритмах, влияя на циркадный период.
Исследование, опубликованное 4 апреля 2013 исследователями Гарвардской медицинской школы обнаружило, что нуклеотиды по обе стороны от E-бокса влияют на то, какие транскрипционные факторы могут связываться с самим E-боксом. Эти нуклеотиды определяют 3-D пространственное расположение нити в ДНК и ограничивают размер связывания факторов транскрипции. Исследование также показало различия в связывании матриц между естественными условиями и в пробирке (in vivo и in vitro).